# Claudio Vivas
Claudio Alejandro Vivas (ur. 12 sierpnia 1968 w Rosario) – argentyński trener piłkarski.
Jego brat Marcelo Vivas i szwagier Cristian Vella byli piłkarzami.